# Двустенен ъгъл
Множеството от точки в пространството, състоящо се от две полуравнини с общ контур, се нарича двустенен ъгъл. Общият им контур се нарича ръб на двустенния ъгъл, а полуравнините – стени на двустенния ъгъл.
Мярка на двустенния ъгъл
Такъв ъгъл, чиито рамене лежат съответно в двете равнини, които се пресичат и едновременно с това са перпендикулярни на ръба на двустенния ъгъл, се нарича линеен ъгъл на двустенен ъгъл.
Тъй като всеки двустенен ъгъл има безброй много равни помежду си линейни ъгли, е прието мярка на двустенния ъгъл да се нарича мярката на кой да е от неговите линейни ъгли. Оттук следва, че ъгълът между две равнини се движи в интервала от 0° до 90°.
ПЕРПЕНДИКУЛЯРНИ РАВНИНИ
Ако две равнини образуват прав двустенен ъгъл, те се наричат перпендикулярни.

## Теореми за двустенен ъгъл
а) ако дадени права и равнина са перпендикулярни, то всяка равнина, която съдържа правата, е перпендикулярна на дадената равнина;
б) ако две равнини са перпендикулярни, то всяка права от едната равнина, която е перпендикулярна на пресечницата на двете равнини, е перпендикуляна на другата равнина;
в) ако две равнини са перпендикулярни на трета, то те или са успоредни, или пресечницата им е перпендикулярна на третата равнина;
г) ако две пресичащи се равнини α и β сключват ъгъл φ≠90° и ако в равнината α лежи многоъгълник с лице S, то за лицето S1 на неговата ортогонална проекция в равнината β е вярно, че S1=Scosφ.